# 越塚優
越塚 優（こしづか ゆう、1981年4月10日 - ）は、NHKのアナウンサー。

## 人物
群馬県太田市（旧新田郡新田町）出身。群馬県立太田東高等学校を経て、早稲田大学文学部を卒業後、2005年（平成17年）に入局。

## 嗜好・挿話
- 本人が担当していた『おはよう東海』のエンディングの締めでは、独断で「朝ドラ送り」をしていた[3][4][5]。
- 趣味は落語を見ること[1]。

## 担当番組
太字は、現在レギュラーとして担当中の番組

### 鹿児島放送局時代（2005年度 - 2009年度）
- 鹿児島県のニュース・中継・リポート
- フレッシュ情報かごしま
- 南の文芸館

### 宇都宮放送局時代（2010年度 - 2014年7月）
- 栃木県のニュース・中継・リポート
- 2011年3月の東北地方太平洋沖地震では、青森放送局に応援で派遣され、災害情報を中心にローカルニュースを担当した。
- 着信御礼!ケータイ大喜利（2011年6月12日、2012年3月18日）
- 民謡をたずねて（2012年1月28日・2月4日・2月11日、2013年4月）
- とちぎ640 キャスター（2012年4月 - 2014年7月）[6]
- あさイチ JAPA-NAVI（2013年3月21日）

### 金沢放送局時代（2014年8月 - 2018年度）
- ここはふるさと 旅するラジオ（2014年9月8日 - 9月11日）
- Nスペ5min. ナレーション（2016年2月27日・2019年6月29日）
- かがのとイブニング（キャスター：2016年4月4日 - 2019年3月29日）
- 石川県のニュース
- あさイチ（2018年6月21日） - 「JAPA-NAVI　知られざる金沢」ナビゲーター
- 2018年7月の平成30年7月豪雨発生時には、岡山放送局に応援で派遣され、災害情報を中心にローカルニュースを担当した。
- NHKニュースおはよう日本（代理キャスター：4:30 - 6:00）（2018年8月27日 - 31日）

### 名古屋放送局時代（2019年度 - 2022年度）
- 東海3県・東海北陸のニュース・中継・リポート
- あさイチ（2019年10月10日） - 「JAPA-NAVI　愛知・三河界わいの深～い世界」ナビゲーター
- ウイークエンド中部（田中逸人の代理キャスター）（2020年8月8日）
- まるっと!（高山哲哉の代理キャスター）（2020年8月17日 - 21日）
- Nらじ（18時台真下貴の代理キャスター）（2022年8月22日 - 26日）

### 東京アナウンス室時代（2023年度 - ）
- ラジオニュース（ラジオ第1・土日祝リーダー：2023年4月1日 - 8月27日）[7]
- NHKきょうのニュース（ラジオ第1・土日祝キャスター：2023年4月1日 - 8月27日）
- きょうの健康（司会：2023年4月 - 2025年3月27日）
- 首都圏ニュース845
  - レギュラー出演するキャスターになっていないが、2023年4月6日から不定期で担当する場合がある。